# Txapular
Txapular (del turc çapulculuk, "saqueig") és un neologisme derivat de les protestes del 2013 a Turquia després de l'ús del Primer Ministre Erdoğan de la paraula çapulcu (pronunciat "txa-pul-ju", que en turc significa saquejador, rondaire, rodamón, delinqüent, vàndal) per descriure els manifestants. La paraula va arrelar ràpidament entre els manifestants, que van donar-li el nou significat de lluitar pels seus drets.

## Context
El Primer Ministre Recep Tayyip Erdoğan va dir durant un discurs el 2 de juny del 2013, referint-se als manifestants:
| « | No podem veure com alguns çapulcu inciten el nostre poble. […] Sí, també construirem la mesquita. No necessito permís per a això; ni tal sols del cap del Partit Republicà del Poble ni d'alguns çapulcu. Prenc el permís del cinquanta per cent de ciutadans que ens van elegir com a partit de govern. | » |

Els manifestants van decidir ràpidament agafar el terme 'çapulcu' per descriure's i van canviar-ne el significat. Així doncs, en pocs dies, aquest mot, normalment negatiu i pejoratiu, va agafar un sentit positiu i ara és utilitzat com un terme positiu d'auto-identificació. Els simpatitzants d'arreu del món dels fets del Parc de Gezi van fer-se fotos amb el lema "jo també sóc un çapulcu" i van començar a publicar-los per les xarxes socials donant suport als manifestants de Turquia. Aquest moviment compta amb el suport del lingüista i crític polític Noam Chomsky, qui es defineix a si mateix com un 'txapulador' amb el missatge "Taksim és a tot arreu, i a tot arreu hi ha la resistència".' Cem Boyner, el President de Boyner Holding també va donar suport a aquest moviment ensenyant un cartell que deia "No sóc ni de dretes ni d'esquerres, sóc un txapulador."

## Cançó de txapular
Després de les protestes, la cançó de txapular que duu per títol Everyday I'm chapulling (Cada dia txapulo) es va tornar molt popular a Turquia.

## Conjugació
En català aquest nou verb es conjuga com cantar:
Present d'indicatiu
Jo txapulo
Tu txapules
Ell/ella txapula
Nosaltres txapulem
Vosaltres txapuleu
Ells/elles txapulen